# Pseudotrimezia monticola
Pseudotrimezia monticola är en irisväxtart som först beskrevs av Friedrich Wilhelm Klatt, och fick sitt nu gällande namn av Pierfelice Ravenna. Pseudotrimezia monticola ingår i släktet Pseudotrimezia och familjen irisväxter. Inga underarter finns listade i Catalogue of Life.